# Garelli GSP 50
Der Garelli GSP 50 ist ein Motorroller des italienischen Herstellers Garelli, der von 2009 bis 2012 produziert wurde. Das Modell wurde erstmals 2008 auf der EICMA vorgestellt und war ab dem darauf folgenden Jahr im Handel erhältlich. Mit der Insolvenz von Garelli im Jahr 2012 verschwand der Motorroller jedoch vom Markt. Er verfügt über interessante Details wie Flüssigkeitskühlung und Scheibenbremsen vorn und hinten. Außerdem hat er einen einstellbaren hinteren Monostoßdämpfer. Zum Zeitpunkt seiner Präsentation wurde er in vier Farbvarianten angeboten: Orange, Blau, Weiß und Schwarz. Erst später kam Rot hinzu.

## Technische Daten
| Merkmal       | Garelli GSP 50 (2009–2012)                     |
| ------------- | ---------------------------------------------- |
| Motortyp      | Einzylinder-Zweitaktmotor, flüssigkeitsgekühlt |
| Hubraum       | 49,5 cm³                                       |
| Leistung      | 2,95 PS (2,2 kW) bei 7500/min                  |
| Drehmoment    | 2,6 Nm bei 4500/min                            |
| Getriebe      | stufenloses Getriebe                           |
| Antrieb       |                                                |
| Kühlung       | Flüssigkeitskühlung                            |
| Starter       | elektrisch oder Kickstarter                    |
| Bremse vorne  | Scheibenbremse Ø 190 mm                        |
| Bremse hinten | Scheibenbremse Ø 190 mm                        |
| Reifen vorne  | 130/60–13                                      |
| Reifen hinten | 130/60–13                                      |
| Radstand      | 1287 mm                                        |
| Länge         | 1855 mm                                        |
| Breite        | 710 mm                                         |
| Höhe          | 1130 mm                                        |
| Sitzhöhe      | 780 mm                                         |
| Leergewicht   | 89 kg                                          |
| Tankinhalt    | 5,0 Liter                                      |
| Ölkapazität   | 0,9 Liter                                      |